# Lisdoonvarna
Lisdoonvarna (Lios Dúin Bhearna em irlandês) é um vilarejo da Irlanda, situada no Condado de Clare. Possui somente cerca 800 residentes (censo de 2006).